# Solongo Batbold
Solongo Batbold (mongolisch Солонго Батболд, * 26. April 1996) ist eine mongolische Leichtathletin, die sich auf den Sprint spezialisiert hat.

## Sportliche Laufbahn
Erste Erfahrungen bei internationalen Meisterschaften sammelte Solongo Batbold im Jahr 2012, als sie bei den Hallenasienmeisterschaften in Hangzhou mit 61,92 s in der Vorrunde im 400-Meter-Lauf ausschied und mit der mongolischen 4-mal-400-Meter-Staffel in 4:02,16 min den vierten Platz belegte. Nach zehn Jahren ohne offiziellen Wettkampf schied sie bei den Asienmeisterschaften in Bangkok mit 25,97 und 57,62 s jeweils in der ersten Runde über 200 und 400 Meter aus. Im Oktober schied sie bei den Asienspielen in Hangzhou mit 26,01 s und 56,75 s jeweils im Vorlauf aus und belegte mit der Staffel in 3:52,33 min den siebten Platz.
2022 wurde Batbold mongolische Meisterin im 200- und 400-Meter-Lauf.

## Persönliche Bestzeiten
- 200 Meter: 25,0 s, 18. September 2022 in Ulaanbaatar
- 400 Meter: 56,75 s, 29. September 2023 in Hangzhou
  - 400 Meter (Halle): 61,92 s, 18. Februar 2012 in Hangzhou